# Срећко Јовановић
Не мешати са Срећко Јововић
Срећко Јовановић (Ваљево, 20. јануар 1930 — 24. новембар 2008) био је српски издавач, уредник, књижевник и стрипски сценариста. Оснивач новинско-издавачког предузећа Дечје новине и дугогодишњи уредник истоименог листа.

## Биографија
Рођен је 1930. у Ваљеву, а дипломирао је на Фиолошком факултету у Београду, на одсеку славистеке. Крајем 1956, заједно са Александром Лазаревићем, у Горњем Милановцу оснива лист за децу Дечје новине, у оквиру ванчасовне активности ученика. Брзо се мењао садржај и основна концепција, тираж је почео брзо да расте, па су двојица оснивача већ након неколико година „изашли“ из школе и основали посебно предузеће. Јовановић је 39 година био главни и одговорни уредник свих школских и забавних издања Дечјих новина, због чега је добио Награду Вукове задужбине.
Био је пионир у контактима са партнерима из читавог света. Већ на почетку свога рада, унео је стрипске садржаје у сва издања Дечјих новина и овај вид комуникације са хиљадама читалаца неговао и унапређивао оснивајући и објављујући више специјализованих часописа. Као врсни педагог, обучио је више генерација успешних новинара, уредника, дизајнера и истраживача из области штампе. Све време до одласка у пензију 1995. године, Јовановић је био главни уредник издавачке куће Дечје новине, носилац нових идеја и реализатор свих најважнијих пројеката, чиме је најзаслужнији за велики успех саме куће.

## Награде и признања
Више пута је награђиван за свој рад, и то за достигнућа у различитим областима: Вукова награда за развој српског језика и културе, Награда Змајевих дечјих игара за допринос у неговању књижевности за децу, Орден рада са златним венцем за целокупну делатност, Септембарска награда Горњег Милановца за афирмацију и углед локалне заједнице.
Јовановић је такође у септембру 2008. од Београдског стрип салона добио посебно признање за допринос у развоју стрипа у Србији, награду за животно дело. То је такође било и његово последње појављивање у јавности.

## Награда „Срећко Јовановић”
Од 2009. године, горњомилановачка општина и издавачка кућа Доситеј, заједнички додељују награду „Срећко Јовановић”. Награда се додељује стрип цртачима. Добитник награде 2022. је Милија Белић.